# 巴格達國際機場

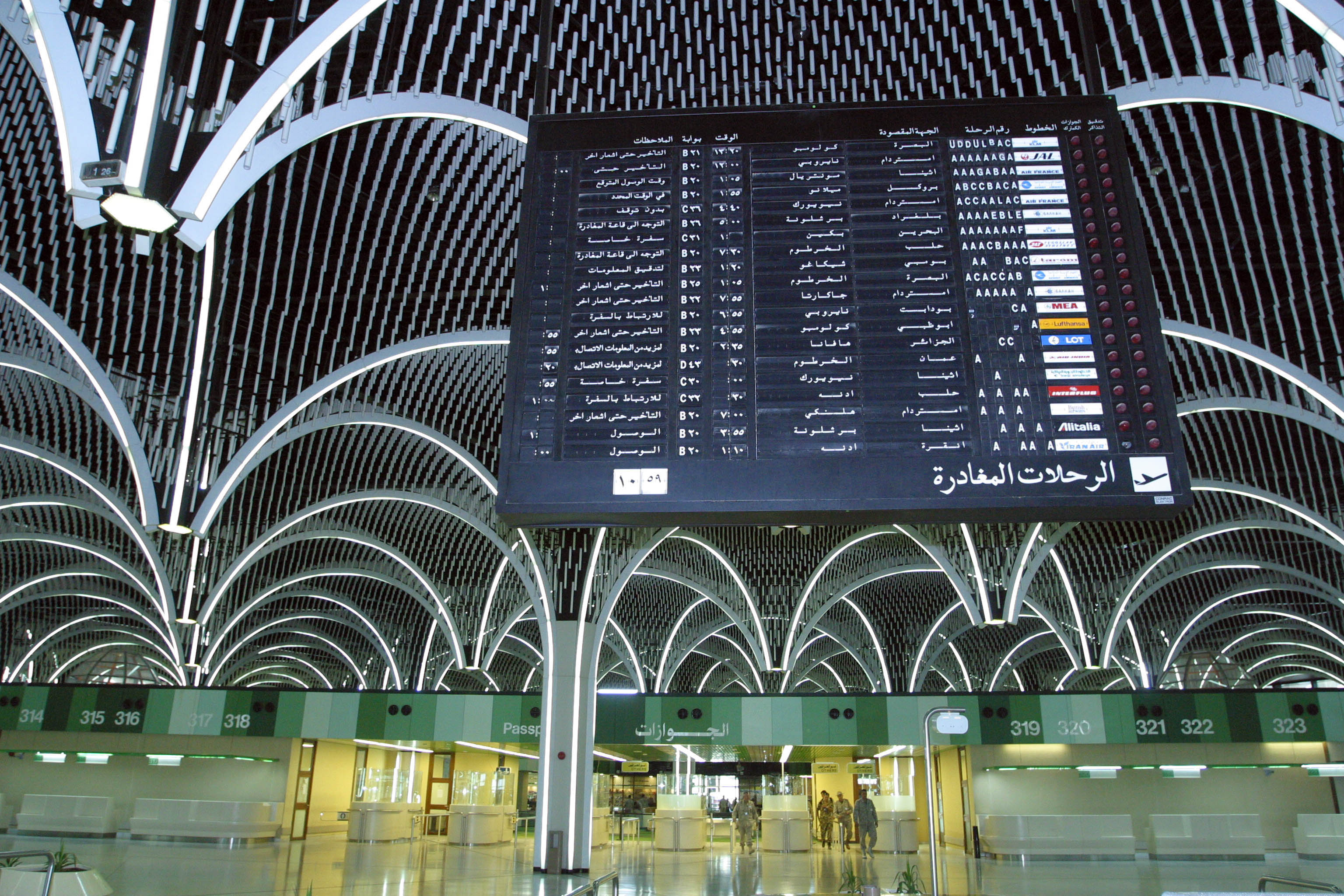
停用中的航站内景，在空蕩的报到台和證照查驗台前立著故障的班機資訊顯示看板（FIDS）

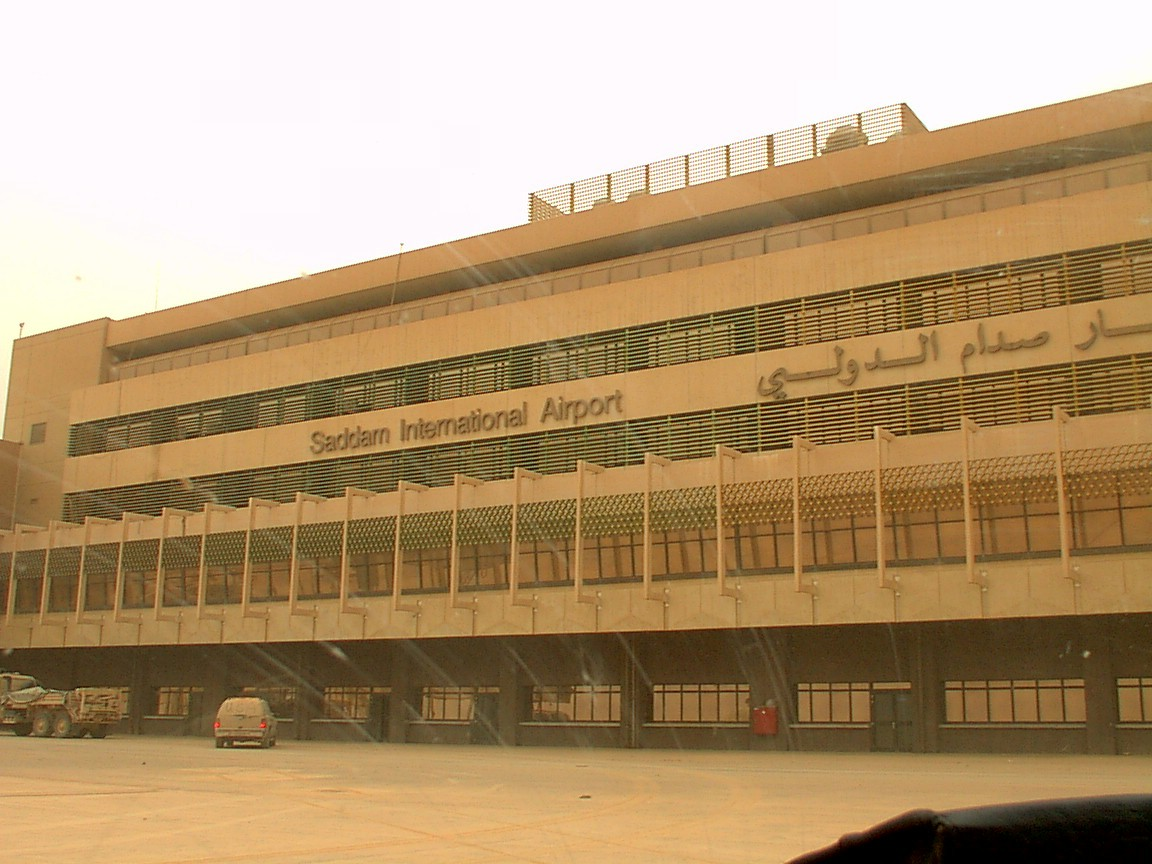
萨达姆国际机场時期

巴格达国际机场（阿拉伯语：‎；舊名萨达姆国际机场）是伊拉克最大的机场，位于距巴格达市中心以西16公里的市郊。
伊拉克战争爆發前，該機場以伊拉克领导人萨达姆·侯赛因的名字命名为萨达姆国际机场，後來雖因在戰爭爆發前改為現名，巴格达仍續用SDA的IATA机场代码一段時間，而後才改至BGW，而ICAO机场代码原本為ORBS，但也於2003年改為ORBI。这座机场被称为BIAP，而其周围的军事综合体被同盟民间和军事的政府组织称为胜利基地综合体（Victory Base Complex）。

## 历史

### 1991年之前
萨达姆国际机场于1979年至1982年间在法国公司的协助下建立。其建筑花费超过了9亿美元，但伊拉克从没有将这笔钱归还给法国。 设计时就计划作为民用以及军用用途的萨达姆国际机场可以起降各种尺寸的飞机，每年处理最多750万乘客。旅客航站包括三个登机口区域。它们原本是以古时存在于现今伊拉克位置的帝国的城市命名的：巴比伦、萨马拉和尼尼微。它们现在只被简称为A、B和C。
这座机场也具有它自己的，具有奢华装饰过的休息室、会议室和卧室的VIP航站。这座航站曾被萨达姆·侯赛因用来迎接外国元首和其它重要人物。
这座机场是伊拉克的国际航线伊拉克航空的枢纽，但也曾经服务于其它几条国际航线。在1986年12月25日，一架由巴格达飞往约旦城市安曼的伊拉克航空163号航班的波音737客机被劫持。它后来在沙特阿拉伯境内坠毁，致使63人丧生。

### 1991-2003年
1991年，在联合国就海湾战争中伊拉克入侵科威特对其施加制裁之后，大部分巴格达的民用航空都停止了。由于美国和英国对伊拉克实施了禁飞区，伊拉克航空只能够在有限的时期内执行国内航班。国际上，巴格达只能够接收偶尔的运输药品、救援人员和政府官员的特许班机。

### 美軍軍用機場時期
2003年4月3日，由美国第三步兵师领头的美国军队占领了萨达姆国际机场作为侵略巴格达的一部分，然后立即将其名称改为“巴格达国际机场”。同时，“萨达姆”的签名从航站建筑上被移走，而换上了“巴格达”。所有的描绘这位前任领导人的图画也都被清除了。
在年中，巴格达国际机场变成了一座居住着10,000名美国服务人员的充满帐篷和拖车的小型城市。美国国际开发署（USAID）提供了超过1700万美元的预算以修复航站和机场到可使用状态。2003年6月，由陆军和空军交换服务（AAFES）在该机场的美国第一装甲师总部区域建立了一个临时的汉堡王餐馆。澳洲皇家空军从2003年5月起到2004年末为该机场提供了空中交通管制的能力。
该地区最显眼和最著名的建筑是鲍勃·霍普宴会厅。它是一座白色的大型织物覆盖的延长圆顶型建筑。布什总统在2003年11月27日感恩节的当天出其不意的访问了这座宴会厅，并与在场的侍应生共进晚餐。

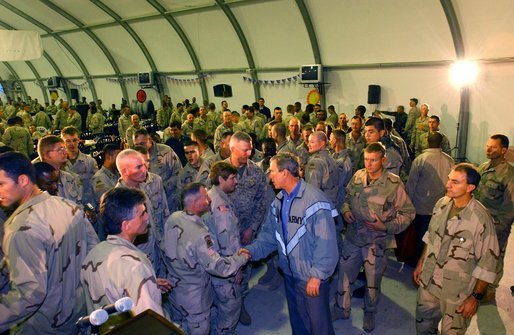
布什总统在鲍勃·霍普宴会厅看望那里的部队。

鲍勃·霍普宴会厅和位于机场航站区域东面的整个结合体被拆除，而该区域在2004年将机场交还给伊拉克人民之前被废弃。
三个登机口区域之一的航站C，通过摆放新种的植物和清洗地面而重新变得干净。免税店也重新开放，但是驻守在巴格达的美军仍被1号将军令限制使用这些设施。现时仍有在进行的翻新工程以将该机场恢复到之前的样子。

## 近來發展

### 2000-2010年
- 2003年7月起，巴格达国际机场的民用区域由来自民间的承包者进行警戒。从2003年7月至2004年6月，一间美国公司卡斯特·巴特勒斯根据与伊拉克临时管理委员会的合约对机场进行警戒。在他们的合约终止之时，同时也是伊拉克临时管理委员会解散的时候，伊拉克交通部将合约批给了一间英国警卫公司Global RSL。[5] 该航站区域现在被一支由500名伊拉克和廓尔喀卫兵组成的私人队伍所警戒。由机场通往巴格达市中心的主道路别名为“爱尔兰之路”，现在已经因为是世界上最危险的道路之一而臭名远扬。

- 英国航空、加拿大航空、美国航空还有维珍航空都表达了对在近期开设从巴格达到美国、加拿大、英国的兴趣。
- 2004年8月25日，機場正式恢復为民用控制的机场。伊拉克航空以及约旦皇家航空现时执行到约旦安曼的常规航班，而DHL负责民用货运服务。然而，该机场的周边常常受到伊拉克叛乱人员的威胁，因此起降于该机场的飞机要进行“螺旋飞行”，也就是在机场上空爬升和下降时沿着螺旋形的轨迹以避免进入地面的小型枪械和导弹的射程。一架DHL的空中客车货机于2003年在起飞离开机场后不久被一枚地对空导弹击中。这件事后来被称为DHL货机巴格达遇袭事件，飞机当时进行了一次成功的紧急降落，飞机最後只是左翼还是受损，而未有任何機組人員傷亡。

- 2004年11月8日，美国和伊拉克进攻費盧杰，伊拉克总理阿拉维以防止恐怖分子离开伊拉克為由关闭巴格达国际机场48小时。[6]

- 2005年4月29日，苏格兰航空宣布了其开设格拉斯哥-伦敦-埃爾比勒--巴格达航线的计划。虽然最初的计划是从2005年11月开始使用洛克希德三星客机执行服务，但是该服务至今没有启动过，而苏格兰航空现在已经倒闭了。

- 提供警戒服务的英国合约公司和伊拉克交通部之间的薪资纠纷曾经造成巴格达国际机场两次48小时的关闭。[7] 在第二次关闭的时候，伊拉克部队进入机场填补空缺，而伊拉克政府同意支付帐单的50%。

- 2008年10月，土耳其航空開辦一星期三班來往伊斯坦堡阿塔圖爾克國際機場至巴格達的航班服務。

- 2009年10月9日，中東航空宣布開辦巴格達來往貝魯特的航班服務，10月29日起開辦時為每週4班，後不久提升至每日常一班，並以空中巴士A320客機執飛。

### 2010年代
- 2010年4月16日，阿提哈德航空開辦巴格達來往阿布扎比的航線。

- 2011年6月，埃及航空公司宣布從2011年8月27日起，復辦自90年代初曾營運的開羅國際機場至巴格達航線，並採用空中巴士A320客機執飛。同時，阿聯酋航空亦再次宣布同年，2011年11月13日起將復辦連接杜拜國際機場至巴格達的航班。

- 2012年6月7日，卡塔爾航空公司開辦每週四班，來往多哈的直航服務。

- 2013年2月16日，自伊拉克與科威特斷交22年後，伊拉克航空復辦從巴格達國際機場來往科威特國際機場的航班。

- 2013年3月6日，自伊拉克與英國航線中斷23年後，伊拉克航空恢復從格域機場到巴格達國際機場的直航服務，每週兩班。

- 2013年4月25日，伊拉克航空恢復飛往法蘭克福，該航線以波音777-200LR執飛。

- 2013年9月22日，伊拉克航空宣布將開辦來往北京、廣州、上海和曼谷的航線。

- 2014年4月14日，伊拉克航空宣布將開辦來往巴格達至維也納國際機場的航線。

- 2015年，機場進行登機橋升級工程。

- 2020年1月3日，美軍向伊拉克巴格達國際機場發動無人機襲擊，炸死12人，包括伊朗革命衞隊聖城軍指揮官卡西姆·蘇萊曼尼及什葉派民兵「人民動員」副指揮官、什葉派真主黨旅始創人穆漢迪斯。[8][9][10]

## 航线

### 客運
| 航空公司                            | 目的地 |
| ----------------------------------- | --- |
| 伊拉克航空（IA）                    | 國內線：巴斯拉、艾比爾、克爾曼、納希利亞、蘇萊曼尼亞 西亞：伊斯坦堡、伊斯坦堡-薩比哈、安曼、安卡拉、安塔利亞、巴庫、貝魯特、杜拜-國際、德黑蘭-伊瑪目、馬什哈德、伊斯法罕、科威特 南亞：德里、孟買、艾哈邁達巴德、喀拉蚩 東亞：北京-首都、廣州、吉隆坡 歐洲：莫斯科-伏努科沃、基輔、柏林-泰格爾、法蘭克福、杜塞爾多夫、哥本哈根、斯德哥爾摩-阿蘭達、倫敦-蓋維克、曼徹斯特 非洲：開羅 季節性：明斯克 季節性包機：吉達、基什島、沙姆沙伊赫、亞茲德、扎黑丹 |
| 巴格達航空（IF）                    | 國內線：艾比爾 國際線：伊斯坦堡-阿塔圖克、伊斯坦堡-薩比哈、安卡拉、安曼、貝魯特、大馬士革 |
| 伊朗航空（IR）                      | 德黑蘭-伊瑪目、伊斯法罕、克爾曼、馬什哈德、拉什特、設拉子、大不里士 |
| 馬漢航空（W5R）                     | 德黑蘭-伊瑪目、設拉子 |
| ATA航空（I3）                       | 德黑蘭-伊瑪目、大不里士、戈爾甘、阿爾達比勒 |
| 裏海航空（RV）                      | 德黑蘭-伊瑪目、克爾曼沙赫、馬什哈德 |
| 伊朗奧賽瑪航空（EP）                | 德黑蘭-伊瑪目 |
| 格什姆島航空（QB）                  | 德黑蘭-伊瑪目、伊斯法罕 |
| 扎格羅斯山航空（Z4）                | 德黑蘭-伊瑪目 包機：戈爾甘 |
| 塔班航空（HH）                      | 伊斯法罕 |
| 阿聯酋航空（EK）                    | 杜拜-國際 |
| 杜拜航空（FZ）                      | 杜拜-國際 |
| 阿拉伯航空（G9）                    | 沙迦 |
| 叙利亞航空（RB）                    | 大馬士革 |
| 韃靼之翼航空（6Q）                  | 大馬士革 |
| 大馬士革航空（4J）                  | 大馬士革 |
| 皇家約旦航空（RJ） 【寰宇一家】     | 安曼 |
| 約旦航空（R5）                      | 安曼 |
| 沙烏地阿拉伯航空（SV） 【天合聯盟】 | 吉達 |
| 納斯航空（XY）                      | 利雅德、吉達、麥地那 |
| 海灣航空（GF）                      | 巴林 |
| 中東航空（ME） 【天合聯盟】         | 貝魯特 |
| 卡塔爾航空（QR） 【寰宇一家】       | 多哈 |
| 亞美尼亞航空（RM）                  | 葉里溫 |
| 土耳其航空（TK）                    | 安卡拉、伊斯坦堡、伊斯坦堡-薩比哈 、 安塔利亞 |
| 阿特拉斯環球航空（KK）              | 伊斯坦堡-阿塔圖克 季節性:安塔利亞 |
| 飛馬航空（PC）                      | 伊斯坦堡-薩比哈 |
| 奧恩爾航空（8Q）                    | 伊斯坦堡-阿塔圖克 |
| 埃及航空（MS） 【星空聯盟】         | 開羅 |
| 尼羅河航空（NP）                    | 開羅 |

### 貨運
| 航空公司               | 目的地            |
| ---------------------- | ----------------- |
| Click Airways（C4）    | 艾比爾、沙迦      |
| 阿提哈德航空貨運（EY） | 阿布達比          |
| RUS Aviation           | 沙迦              |
| ME-DHL國際航空（ES）   | 巴林              |
| 絲綢之路航空（ZP）     | 巴庫              |
| 菲茨航空（8D）         | 杜拜-國際         |
| 柯尼航空（7C）         | 杜拜-國際         |
| 埃及貨運航空（MS）     | 開羅              |
| 土耳其航空貨運（TK）   | 伊斯坦堡-阿塔圖克 |

## 结合体设施
下面是位于胜利基地综合体的设施：
- 克罗帕营
- 都柏林营
- 自由营
- 萨瑟空军基地
- 斯雷尔营
- 打击者营
- 胜利营
- 赛兹后勤基地

## 在流行文化中
巴格达国际机场在早期的《末日迷踪》丛书扮演一个相对无关的角色。它在这里作为尼古拉·卡帕西亚从世界各地飞往新巴比伦的中转点。然而，这座机场的名称从未提及过，而且也不清楚萨达姆政权在书中事件的时期内仍存在还是已经不复存在了。